# Olympique de Marseille 1947-1948
Questa voce raccoglie le informazioni riguardanti l'Olympique de Marseille nelle competizioni ufficiali della stagione 1947-1948.

## Maglie e sponsor
Le divise presentano un colletto a polo con bottoni e lo stemma societario costituito da una "M" azzurra cerchiata.
| Manica sinistra · Maglietta · Maglietta · Manica destra · Pantaloncini · Calzettoni |

## Rosa
| N. |                    | Ruolo | Calciatore            |
| -- | ------------------ | ----- | --------------------- |
|    | Francia (bandiera) | P     | Rolland Amar          |
|    | Francia (bandiera) | P     | Armand Libérati       |
|    | Francia (bandiera) | P     | Juan Vila             |
|    | Francia (bandiera) | D     | Émile Dahan           |
|    | Francia (bandiera) | D     | Robert Forno          |
|    | Francia (bandiera) | D     | Paul El Hadidji       |
|    | Francia (bandiera) | D     | Jean-Bernard Lamberti |
|    | Francia (bandiera) | D     | Sauveur Rodriguez     |
|    | Francia (bandiera) | D     | Gabriel Rossi         |
|    | Francia (bandiera) | C     | Emmanuel Aznar        |
|    | Francia (bandiera) | C     | Jean Bastien          |
|    | Francia (bandiera) | C     | Bouchaïb Ben Mohamed  |
|    | Francia (bandiera) | C     | Dominique Franceschi  |
|    | Francia (bandiera) | C     | René Gallian          |

| N. |                           | Ruolo | Calciatore          |
| -- | ------------------------- | ----- | ------------------- |
|    | Francia (bandiera)        | C     | André-René Latrille |
|    | Inghilterra (bandiera)    | C     | Cyril Martin        |
|    | Francia (bandiera)        | C     | Marcel Pujalte      |
|    | Francia (bandiera)        | C     | Roger Scotti        |
|    | Cecoslovacchia (bandiera) | C     | Miroslav Vratil     |
|    | Francia (bandiera)        | A     | René Bihel          |
|    | Francia (bandiera)        | A     | Georges Dard        |
|    | Francia (bandiera)        | A     | Henri Fontaine      |
|    | Ungheria (bandiera)       | A     | András Nagy         |
|    | Francia (bandiera)        | A     | Félix Pironti       |
|    | Francia (bandiera)        | A     | Jean Robin          |
|    | Jugoslavia (bandiera)     | A     | Vinko Trskan        |
|    | Francia (bandiera)        | A     | Mario Zatelli       |

## Statistiche

### Andamento in campionato
| Giornata  | 1 | 2  | 3 | 4  | 5 | 6 | 7 | 8 | 9 | 10 | 11 | 12 | 13 | 14 | 15 | 16 | 17 | 18 | 19 | 20 | 21 | 22 | 23 | 24 | 25 | 26 | 27 | 28 | 29 | 30 | 31 | 32 | 33 | 34 |
| --------- | - | -- | - | -- | - | - | - | - | - | -- | -- | -- | -- | -- | -- | -- | -- | -- | -- | -- | -- | -- | -- | -- | -- | -- | -- | -- | -- | -- | -- | -- | -- | -- |
| Luogo     | C | T  | C | T  | C | T | C | T | C | T  | C  | T  | C  | T  | C  | T  | C  | T  | C  | T  | C  | C  | T  | C  | T  | T  | C  | T  | C  | T  | C  | T  | C  | T  |
| Risultato | V | P  | V | P  | V | V | V | N | V | P  | N  | V  | V  | N  | V  | V  | V  | P  | V  | N  | V  | V  | P  | V  | P  | N  | V  | N  | V  | V  | V  | N  | V  | N  |
| Posizione | 6 | 12 | 6 | 11 | 6 | 4 | 4 | 5 | 4 | 6  | 6  | 5  | 4  | 4  | 4  | 2  | 2  | 3  | 3  | 3  | 3  | 2  | 3  | 2  | 3  | 3  | 2  | 2  | 2  | 2  | 1  | 1  | 1  | 1  |

Fonte:  France » Ligue 1 1947/1948 » Schedule, su worldfootball.net.
Legenda:

Luogo: C = Casa; T = Trasferta. Risultato: V = Vittoria; N = Pareggio; P = Sconfitta.